# 3614 Jackson Highway
3614 Jackson Highway je šesté studiové album zpěvačky a herečky Cher, vydané v červnu roku 1969 u Atco Records.

## Album
Konec šedesátých let byl pro duo Sonny & Cher i pro Cher samotnou kritický. Jejich hudba se přestala v rádiích hrát a desky se přestaly prodávat. Pop kultura se v té době měnila a do popředí se kvůli tehdejší náladě dostávaly písně s politickou a protiválečnou tematikou, protestující proti válce ve Vietnamu. Už předchozí studiová deska Cher Backstage (1968) jevila nuance tohoto vlivu, avšak po komerční stránce propadla. Sonny & Cher už nebyli pro mladé publikum atraktivní, jejich názory a postoje s nimi již nekorespondovaly. Nová deska (společně s novým filmem Chastity) se měla stát ambiciózním krokem, jak se po dvouleté krizi dostat zpátky na vrchol.
Album 3614 Jackson Highway vyšlo v létě roku 1969. Je to první a zároveň poslední sólová deska Cher pro společnost Atco. Od svých předchůdkyň se liší jak zastoupenými producenty, tak hudebním stylem, který se tentokrát více zaměřuje na soul. Tentokrát se produkce ujali Jerry Wexler, Tom Dowd a Arif Mardin. Opět je však deska poskládána převážně z cover verzí známých písní.
Název alba je adresou studia Muscle Shoals Sound Studio v Sheffield, Alabama, kde bylo album natočeno. Na netradičním přebalu desky jsou foceni hudebníci, kteří se na projektu podíleli.
Ačkoliv kritika byly celkem příznivá, album úspěšné nebylo. V americkém týdenním žebříčku 200 nejprodávanějších alb dosáhlo pouze 160. místa, nikde jinde se neumístilo.
V roce 2001 vyšlo album na kompaktním disku, a to pod společností Rhino Records. Kromě původního tracklistu obsahuje reedice dalších dvanáct písní. Kromě dvou stop z tehdejšího soundtrackového alba Chastity, obsahuje nová edice deset nevydaných písní. Vznikly v letech 1968 až 1969 a byly naplánované pro následující album Cher u společnosti Atco v roce 1970, které však z neznámých důvodů nikdy nevyšlo. CD vyšlo pouze v limitovaném počtu.

### Singly
Z alba byly vydané dva singly - "For What It's Worth" a "I Walk on Guilded Splinters". Oba dva singly však propadly.

## Seznam skladeb
| Pořadí | Název                                 | Autor                           | Délka |
| ------ | ------------------------------------- | ------------------------------- | ----- |
| 1.     | For What It's Worth                   | Stephen Stills                  | 2:22  |
| 2.     | (Just Enough to Keep Me) Hangin' On   | Buddy Mize, Ira Allen           | 3:18  |
| 3.     | (Sittin' On) The Dock of the Bay      | Steve Cropper, Otis Redding     | 2:41  |
| 4.     | Tonight I'll Be Staying Here with You | Bob Dylan                       | 3:08  |
| 5.     | I Threw It All Away                   | Bob Dylan                       | 2:49  |
| 6.     | I Walk on Guilded Splinters           | Dr. John Creaux                 | 2:32  |
| 7.     | Lay, Baby, Lay                        | Bob Dylan                       | 3:36  |
| 8.     | Please Don't Tell Me                  | Carroll W. Quillen, Grady Smith | 3:36  |
| 9.     | Cry Like a Baby                       | Spooner Oldham, Dan Penn        | 2:46  |
| 10.    | Do Right Woman, Do Right Man          | Chips Moman, Dan Penn           | 2:46  |
| 11.    | Save the Children                     | Eddie Hinton                    | 2:54  |